# Мутеба I
Мутеба I Кат Катенг (*д/н — 1748) — 3-й мвата-ямво (імператор) держави Лунди в 1720—1748 роках.

## Життєпис
Був родичем по жіночій лінії мвата-ямво Мбала I. Близько 1720 року захопив владу, поваливши мвата-ямво Мукаса Мун'їнга Кабалонда.
Продовжив активну загарбницьку політику. близько 1724 року були підкорені яка (яга). Місцеві політичні структури на північному заході були збережені, але до них Мутеба I додав посади кілоло (представника центральної влади). Місцеві вождества отримали напівнезалежний характер, повинні були лише регулярно сплачувати данину, забезпечувати захист кордонів Лунди та торгівельних шляхів.
Згодом війська Лунди рушили далі на схід в напрямку мідних копалень і далі до долини річки Луапула. Вони змогли здолати армію Мвене Кекена, мулохве Луби, й закріпилися на Луапулі. Для противаги Лубі було створено васальну державу Мутамбо. Південніше близько 1740 року заснував ще одну васальну державу — Казембе, на чолі якої поставив мвата Нгонду Білонду. Це дозволило встановити контроль над копальнями, розширити торгівлю слоновою кісткою, рабами, отримати вихід до караванних шляхів, які контролювали арабські торгівці з портів Індійського океану. 
Підтримав заснування торгівельних колоній (мусумба), що захищали караванні шляхи та сприяли розвитку лундської торгівлі та впливу самої держави.
Помер Мутеба I близько 1748 року. Йому спадкував Мукас Варананконг.